# Gregorio VI de Cilicia
Gregorio VI de Cilicia (en armenio: Գրիգոր Զ. Ապիրատ); llamado también Gregorio VI Apiratsi o Grigorio VI Apirat) fue el Catholicos de la Iglesia Armenia desde 1194 hasta 1203, con sede en Sis, fortificado se encuentra al suroeste de la ciudad turca moderna de Kozan, en la provincia de Adana. que fue la capital del Reino armenio de Cilicia. En 1198, proclamó la unión entre Roma y la Iglesia armenia.

## Biografía
Como sus predecesores, el obispo Grégoire Apirat pertenece a la familia principesca Pahlavouni. Es hijo del príncipe Schahan, último hermano del príncipe Basilio el Viejo y, por tanto,
también era sobrino de Gregorio III de Cilicia y Nerses IV el Bondadoso. Era favorable a los latinos y había sido nombrado por Príncipe Levón I de Armenia (el futuro rey Levón I), debido a la necesidad de una alianza. Sin embargo, esta elección creó un cisma en la Iglesia armenia y los tradicionalistas de la Gran Armenia provocaron una escisión y se opusieron a su primo lejano que fue elegido anticatolicós bajo el nombre de Basilio II de Ani (1195-1206).
Sin embargo, el anuncio de Gregorio de la unión no fue seguido en los hechos, ya que el clero local y el pueblo se opusieron firmemente a ella.
Cuando Levón, señor de Cilicia, pidió al Papa y al emperador que se le reconociera como rey, la condición era que la Iglesia armenia se uniera al rito romano. Aceptó formalmente la unión, pero ésta quedó de nuevo sin efecto, ya que el clero armenio se oponía firmemente y nunca aceptó la doctrina de la doble naturaleza de Cristo. Gregorio VI lo coronó rey de Armenia en 1198/1199 y comenzó el reino armenio de Cilicia.
Se produjo una escisión en el seno de la Iglesia cuando fue nombrado soberano Gregorio VI y provocó la usurpación de Basilio II de Ani en la Gran Armenia. El rey León II se luchó entonces contra el patriarca Juan VI y le enfrentó con los anticatolicós en Sis.
Murió en 1203 y le sucedió Juan VI el Magnífico